# 武田美保
武田美保（1976年9月13日—）是一名日本女子花样游泳运动员。她曾参加了2000年悉尼奥林匹克运动会，并在比赛中获得女子花样游泳比赛双人金牌和团体银牌。 在2004年雅典奥林匹克运动会，她获得女子花样游泳比赛双人金牌和团体银牌。